# Sollevamento orografico

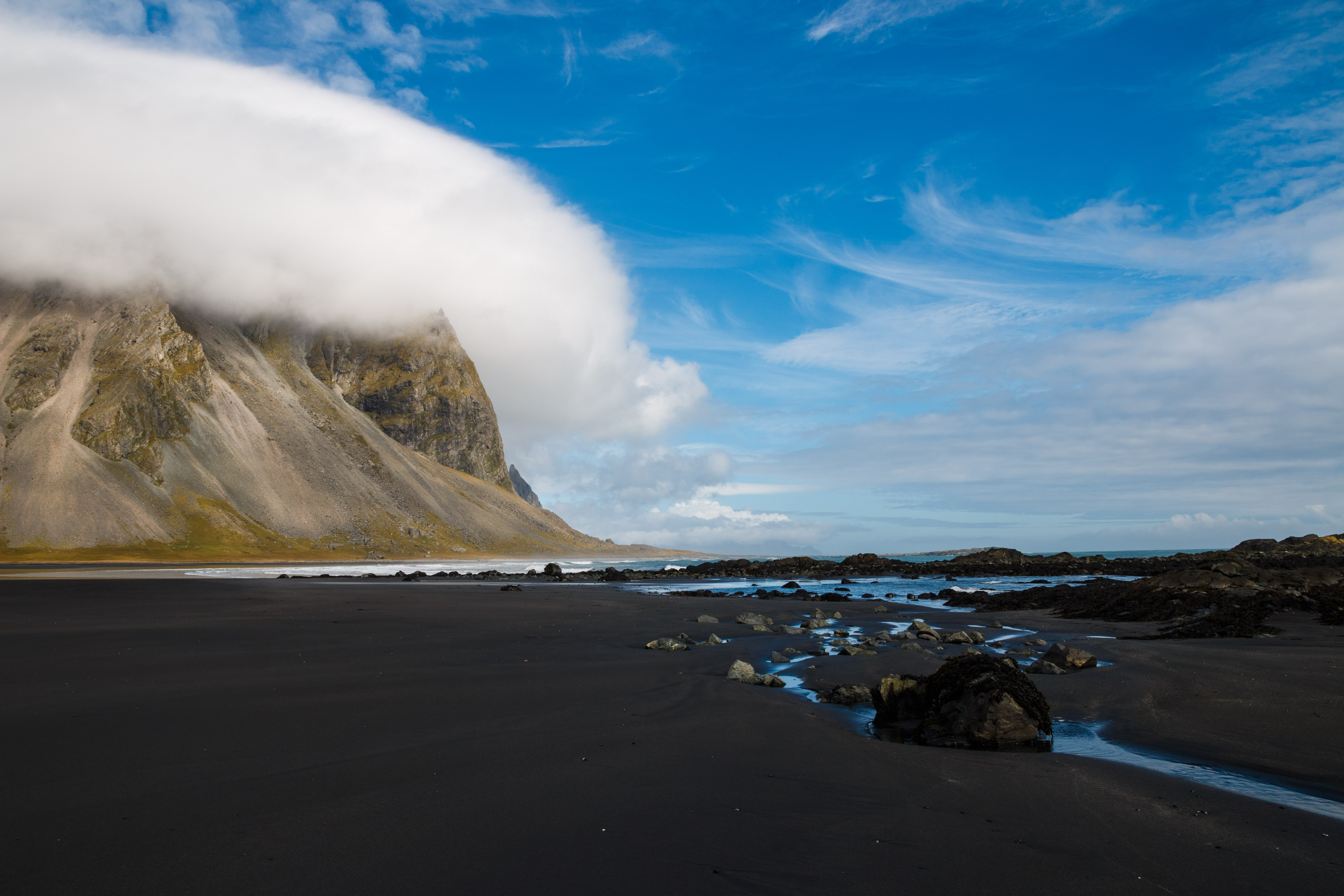
Nube orografica sul promontorio di Stokksnes, Islanda, 2016

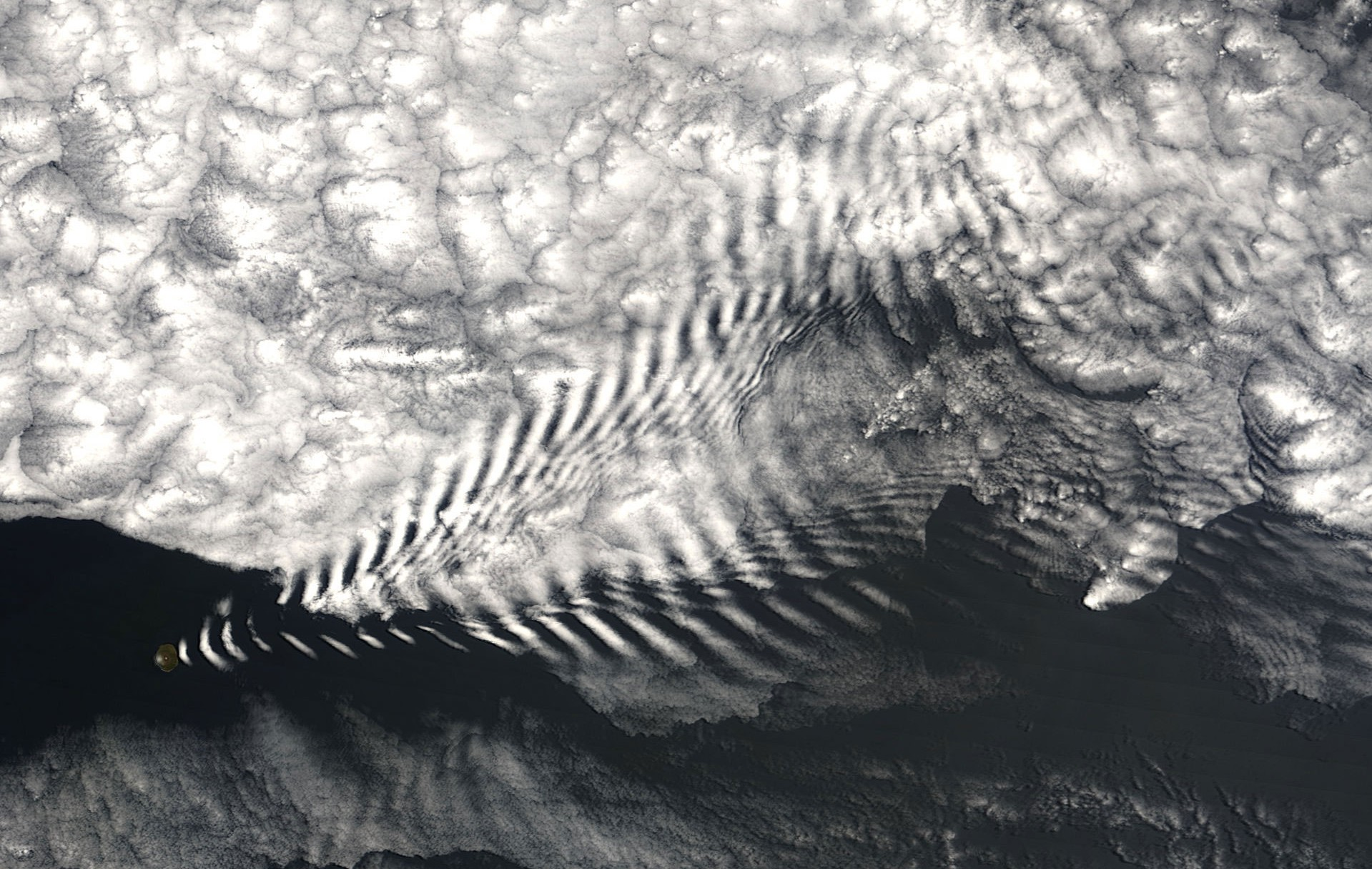
Questa nube a onda si formò sull'Île Amsterdam nell'Oceano indiano del sud a causa del sollevamento orografico di una massa d'aria causato dall'isola. Le bande alternate di nubi a sottovento sono dovute all'aria che alternativamente si solleva (condensandosi) e si riabbassa (evaporando) secondo un andamento grossomodo sinusoidale. La spaziatura tra le bande di nubi è regolata dalla frequenza di Brunt-Väisälä.

In meteorologia il sollevamento orografico avviene quando una massa d'aria atmosferica viene forzata a spostarsi da una minore elevazione a una maggiore a causa della particolare conformazione orografica del terreno.
Mentre la massa d'aria guadagna quota, si espande e si raffredda secondo il gradiente adiabatico secco. Visto che una massa d'aria fredda può contenere una quantità d'acqua minore di una massa d'aria più calda, la sua umidità relativa aumenta. Quando l'umidità relativa dell'aria raggiunge il 100% (punto di rugiada) si ha condensazione del vapore acqueo e formazione di nubi e, nelle giuste condizioni, il formarsi di precipitazioni (pioggia, neve o altro), diminuendo la propria temperatura secondo il gradiente termico verticale pseudo-adiabatico.

## Descrizione

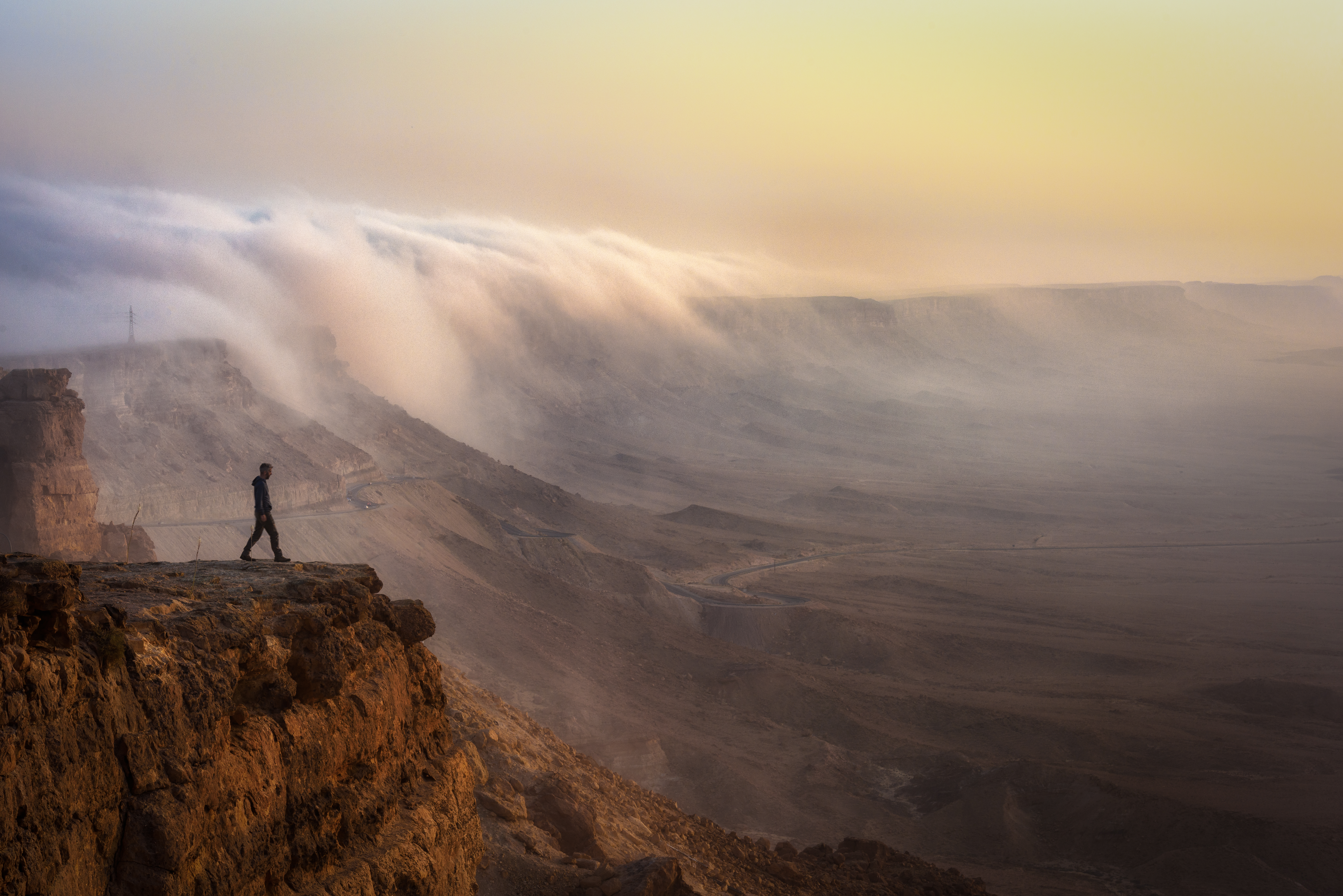
Formazione nuvolosa sopra le montagne

Quando un vento umido e generalmente freddo risale una catena montuosa si raffredda e l'umidità dell'aria condensa: esso produce dunque generali condizioni di cattivo tempo, pioggia e/o neve nel versante sopravvento (questo "vento di risalita" prende il nome di Stau, in tedesco "ristagno", "coda"); al di là della catena montuosa, cioè nel versante sottovento, al contrario si ha in genere un vento secco, caldo discendente detto favonio o Föhn che sfavorisce la condensazione per compressione adiabatica dell'aria, aumentando la propria temperatura secondo il gradiente adiabatico secco maggiore del gradiente termico pseudo-adiabatico di risalita, e portando quindi al dissolvimento delle nubi e a scarse o nulle precipitazioni cioè quindi generali condizioni di tempo mite, stabile e cielo estremamente limpido. Il fenomeno è tanto più evidente quanto più la corrente d'aria in ascesa è umida e tanto più la catena montuosa è elevata. Il fronte di nubi che si forma lungo la cresta, cioè nella zona di transizione, è detto invece muro del Föhn, spesso costituito da nubi stratificate lenticolari.
In Italia i più imponenti effetti di Stau possono prodursi su ciascun versante della catena alpina e di quella appenninica in corrispondenza di opportune condizioni meteorologiche.

## Effetti

### Precipitazioni

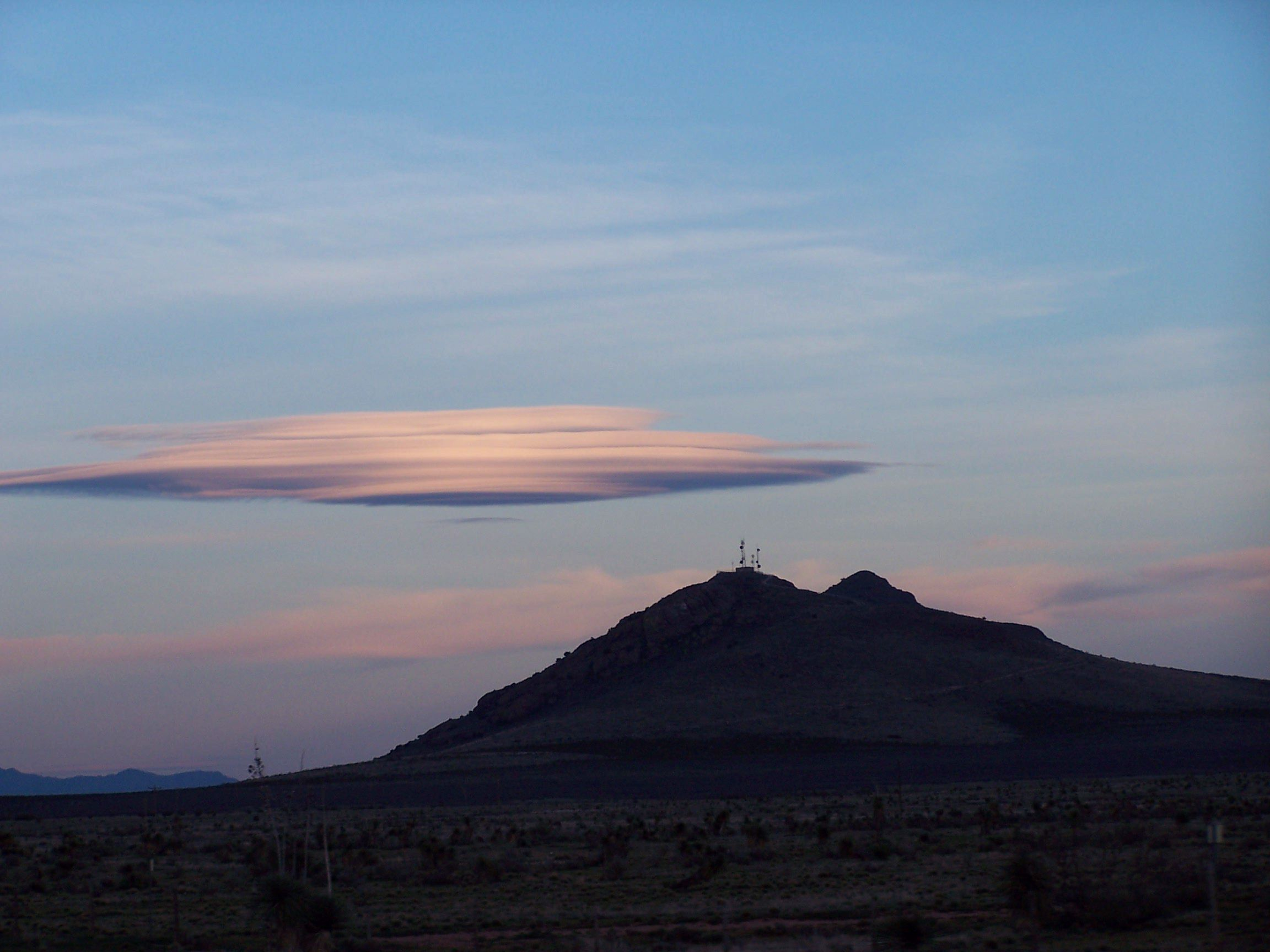
Una nube lenticolare in Nuovo Messico

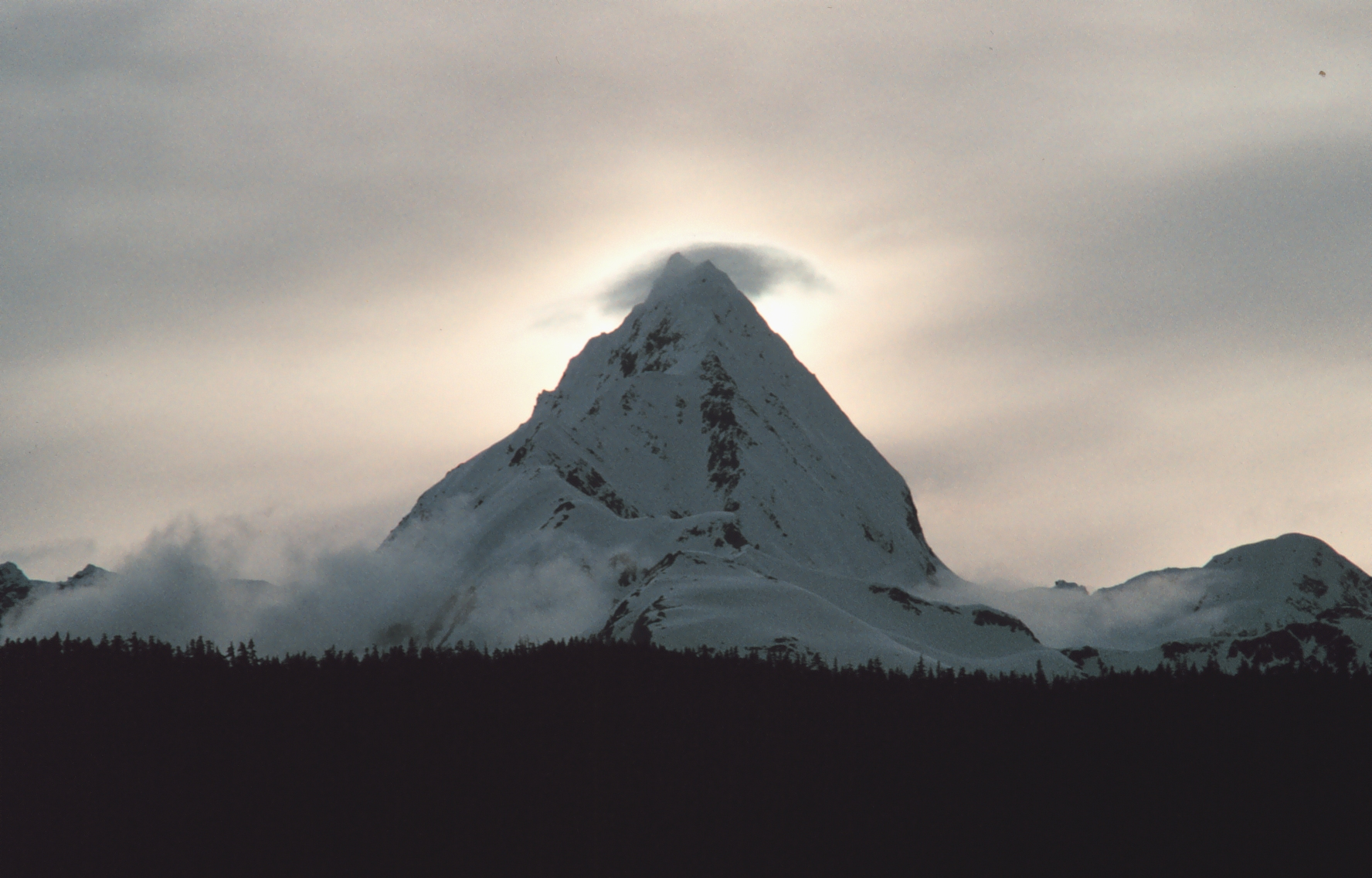
Nube sommitale

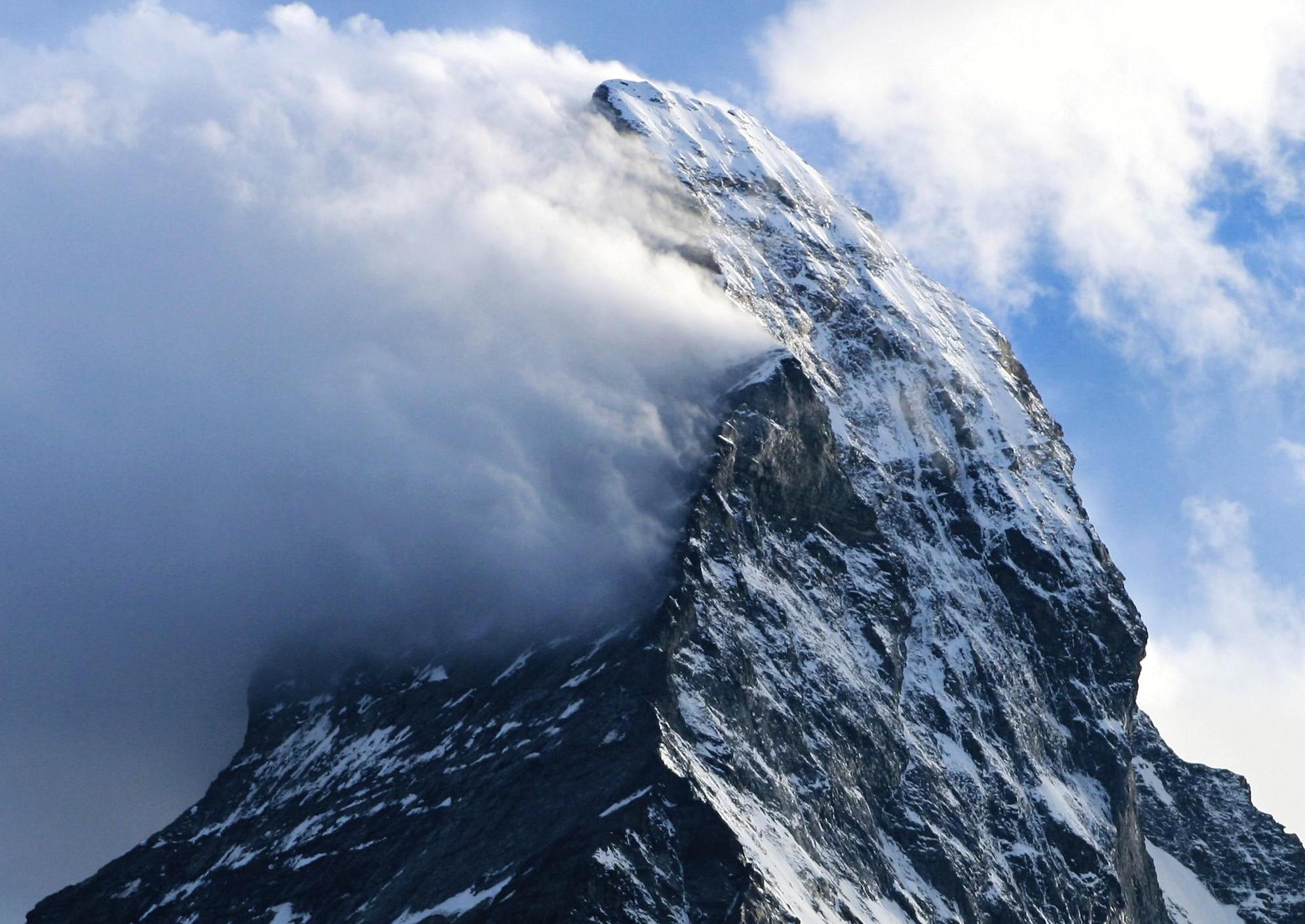
Nube a bandiera a sinistra del picco del Cervino, 2009

Precipitazioni indotte dal sollevamento orografico sono comuni in:
- Le zone costiere a est dell'Australia, che sono investite da venti da est provenienti dall'Oceano Pacifico
- Le montagne della Nuova Zelanda, che sono colpite dai venti provenienti dal Mar di Tasman.
- La parte sud delle Ande, colpita da venti da ovest provenienti dall'Oceano Pacifico.
- Gli Stati Uniti del nord-ovest e le zone a nord-ovest del Canada (Oregon, Washington e British Columbia) vengono colpiti dal vento proveniente dall'Oceano Pacifico. I luoghi che si affacciano sul mare ricevono più di 2,5 metri (98 in) di precipitazioni ogni anno.
- In generale su tutti i versanti sopravento delle catene montuose Europee.

### Ombra pluviometrica
Le precipitazioni più intense si hanno immediatamente a sopravento della catena montuosa, dove l'aria giunge al punto più alto durante lo scavalcamento. Qui l'aria si libera di molta dell'umidità che contiene, sotto forma di pioggia. 
L'aria prosegue quindi nel suo percorso ritornando a perdere quota, comprimendosi e riscaldandosi. Quest'aria più calda e secca genera l'ombra pluviometrica, un'area a sottovento delle montagne larga anche 25 chilometri (16 mi) caratterizzata da scarse precipitazioni. Le precipitazioni annuali possono arrivare a non superare i 200 mm.
Il vento che scende dal versante delle montagne prende il nome di vento catabatico.
Aree in cui questo fenomeno è particolarmente notevole:
- Il Deserto di Atacama in Perù e Cile.
- La valle del fiume Rodano in Svizzera.
- Le aree a est della Catena delle cascate negli stati di Washington e Oregon.
- Le aree a est delle Olympic Mountains nello stato di Washington.
- L'isola Hawaiana di Kauai.
- La Central Valley in California
- Il Gran Bacino negli Stati Uniti.

### Onde atmosferiche
Quando l'aria scorre sopra una barriera montuosa, il sollevamento orografico può generare una varietà di effetti d'onda che producono movimenti d'aria verticali. Se l'aria è vicina al punto di rugiada, l'onda può produrre nubi di sottovento:
- Le nubi lenticolari sono nubi stazionarie d'alta quota a forma di lente, normalmente allineate lungo la direzione del vento. Il sollevamento orografico crea un vento d'onda che fornisce le condizioni necessarie alla formazione delle nubi.
- La nube sommitale è una forma particolare di nube lenticolare, che si forma su una montagna a una quota tale da toccarne la cima.[2]
- Le nubi d'onda sono gruppi di nubi lenticolari che si formano quando una massa d'aria passa sopra una catena montuosa. Ciò genera una corrente ascensionale sul lato a sottovento che si muove in modo sinusoidale.
- Una nube a bandiera è una nube che si forma sottovento a un picco isolato particolarmente ripido. Si forma in maniera simile alle scie di condensazione sulle estremità alari degli aerei in condizioni di elevata umidità. L'esempio più famoso di nube a bandiera si forma attorno al monte Cervino.[2][3].
- Un muro di Föhn è una nube massiccia che si forma parallelamente alla catena montuosa che causa il sollevamento orografico. Il muro appare stazionario mentre il vento gli passa attraverso, in quanto l'umidità condensa durante il sollevamento e torna a evaporare durante la discesa. Il vento discendente viene anche chiamato vento catabatico.
- Un arco di Chinook si forma al disopra di una catena montuosa, normalmente all'inizio di un fenomeno favonico come risultato del sollevamento orografico. Da sottovento appare come un arco che scavalca la catena montuosa, con uno strato di aria limpida che separa la nube dalle montagne[2].

### Venti discendenti e vento di foehn

Il Front Range delle Montagne Rocciose sormontato da un muro di foehn

I venti discendenti, altrimenti detti venti catabatici, colpiscono il lato a sottovento della catena montuosa che ha dato origine al sollevamento orografico. Durante il sollevamento, l'aria si raffredda secondo il gradiente adiabatico secco. Giunta al punto di rugiada, l'umidità si condensa e forma le nubi che danno origine al muro di Föhn. Il sollevamento a questo punto procede secondo il gradiente adiabatico saturo, che è inferiore (l'aria, cioè, si raffredda più lentamente).
Prima di giungere alla sommità e scavalcare quindi la catena montuosa, l'aria si libera di molta della sua umidità grazie alle precipitazioni, quindi le nubi sul lato a sottovento si dissolveranno a una quota superiore che sul lato a sopravvento. L'aria, a questo punto limpida, si riscalderà nuovamente secondo il gradiente adiabatico secco, vale a dire si riscalderà in maniera maggiore di quando si sia raffreddata salendo.
Il vento caldo di Föhn che si forma in queste condizioni, noto localmente anche come Chinook, Bergwind o Diablo wind, può creare aumenti di temperatura anche di 30 °C.
Alcuni venti come lo Scirocco, la Bora e i Venti di Santa Ana sono esempi di venti discendenti con limitato effetto a causa della limitata umidità di partenza, e traggono energia soprattutto dalla compressione.